# Don Felder
Don Felder (Gainesville, Florida, 21 september 1947) is een Amerikaans rockmuzikant. In zijn carrière werd hij vooral bekend door de band Eagles.

## Biografie
Felder is bekend als een van de gitaristen van de Amerikaanse countryrockband Eagles. Hij was vanaf 1974 lid van deze band en werd in 2002 ontslagen door Don Henley omdat Felder vragen stelde over de te verdelen inkomsten van merchandise, plaatverkoop en tickets. 
Felder begon op zijn vijftiende zijn eerste bandje, The Continantals, later het Maundy Quintet, waar ook Stephen Stills en het toekomstige Eagles-lid Bernie Leadon deel van uitmaakten (hoewel niet tegelijkertijd). Nadat deze band was opgeheven, verhuisde Felder naar New York, waar hij zich aansloot bij de band Flow, die maar kort heeft bestaan. Nadat deze band was opgeheven, kreeg hij een baan aangeboden in een platenstudio in Boston. Daar deed hij veel sessiewerk, onder meer voor de Eagles, met zijn oude vriend Bernie Leadon. Die adviseerde hem te verhuizen naar Californië, waar door de bloeiende muziekcultuur veel behoefte aan sessiemuzikanten bestond. 
Felder werd onder meer gevraagd deel te nemen aan tournees van Graham Nash  en singer-songwriter David Blue. Enige tijd later werd hij gevraagd deel uit te gaan maken van de Eagles. De band wilde steviger rockmuziek gaan spelen en daarbij hadden ze behoefte aan een extra gitarist. De bandleden kenden Don Felder al van zijn sessiewerk. Felder accepteerde dat aanbod, hoewel hij verwachtte dat de groep niet lang zou bestaan vanwege meningsverschillen tussen de diverse leden. Felder is onder meer beïnvloed door Duane Allman (slidegitaar) en de jazz-iconen Glenn Miller, Tommy Dersey en Miles Davis. Hij heeft onder meer samengewerkt met de Bee Gees, Warren Zevon, Michael Jackson, Stevie Nicks en Elton John.
Het eerste album waarop hij meespeelde, was On the Border uit 1974. Dat album was bijna gereed toen Felder zich aansloot, waardoor hij slechts op twee nummers heeft meegespeeld ("Already Gone" en "Good Day in Hell"). Op de hoes van dit album staat hij vermeld als "late arrival". Op de volgende albums One of These Nights (1975), Hotel California (1976) en The Long Run (1979) speelde hij wel volledig mee. Hij heeft de melodie geschreven van Hotel California (het grootste succes van de band) en de gitaarsolo van dat nummer wordt gespeeld door Joe Walsh en hemzelf. In aansluiting op het album The Long Run ging de band op tournee en van die concerten werd in 1980 een livealbum opgenomen.
De band werd in 1980 opgeheven en werd veertien jaar later, in 1994, weer opgericht. In 1983 verscheen Felders eerste soloalbum Airborne, waarop wordt meegespeeld door Kenny Loggins, Dave Mason en Timothy B. Schmit. In 1994 kwam de band weer bijeen voor een tv-optreden voor MTV. In dat jaar verscheen ook het album Hell Freezes Over met liveversies van oude nummers en enkele nieuwe nummers die in de studio waren opgenomen.
Enkele jaren later werd Felder ontslagen omdat er tussen de bandleden onenigheid was over de ongelijke hoogte van de inkomens. In juli 2002 spande Felder een rechtszaak aan tegen zijn oud-bandgenoten Don Henley en Glenn Frey omdat Felder aangenomen was als "gelijkwaardig partner" en daardoor juridisch niet ontslagen kon worden. In 2007 schreef Felder een boek getiteld Heaven and Hell: My Life in the Eagles. In 2012 verscheen zijn tweede soloalbum Road to Forever. Op zijn derde album American Rock 'n' Roll wordt meegespeeld door een groot aantal artiesten, onder wie Mick Fleetwood (drummer van Fleetwood Mac), Alex Lifeson (gitarist van Rush), Slash (Guns N' Roses), Sammy Hagar (Van Halen), Peter Frampton en vele anderen. Dit album verscheen in de Verenigde Staten op 5 april 2019.
In 2025 verscheen het album The Vault - Fifty Years of Music. Het gaat hier om tot nu toe onbekende demo's, die in de loop van de jaren in het archief zijn beland en die Felder nu samen met een aantal sessiemuzikanten geschikt heeft gemaakt voor release in een  definitieve, officiele versie, zoals "Hollywood Victim", "Move On" en "Digital World". Tevens bevat het album een remake van "Heavy Metal", de titelsong van een animatiefilm uit 1981. Mede ter promotie van het album gaat Felder in 2025 op toernee in een package tour met Styx (band) en de Kevin Cronin Band.

## Liedjesschrijver
Felder schreef mee aan de volgende muziek van de Eagles.
- "Visions" van One of These Nights (samen met Don Henley)
- "Too Many Hands" van One of These Nights (samen met Randy Meisner)
- "Victim of Love" van Hotel California (samen met Henley, Glenn Frey en J.D. Souther)
- "Hotel California" van Hotel California (samen met Henley/Frey)
- "The Disco Strangler" van The Long Run (samen met Henley/Frey)
- "Those Shoes" van The Long Run (samen met Henley/Frey)

Felder was daarnaast de leadzanger in "Visions" op het album One of These Nights.

## Soloalbums
- Airborne (1983)
- Road to Forever (2012)
- American Rock 'n' Roll (2019)
- The Vault - Fifty Years of Music (2025)

- Bibliothèque nationale de France: cb140167934 (data)
- CiNii: DA14069184
- Gemeinsame Normdatei: 134371399
- International Standard Name Identifier: 0000 0000 8414 4896
- Library of Congress Control Number: n2007036148
- MusicBrainz: 49ee6f7f-2c69-42d8-9c06-253c408f72a8
- Bibliotheek van het Japanse parlement: 01218725
- Nationale Bibliotheek van Tsjechië: xx0075453
- Nationale Bibliotheek van Israël: 987008653080605171
- Nederlandse Thesaurus van Auteursnamen: 097698059
- Système universitaire de documentation: 160743400
- Virtual International Authority File: 118090594
- WorldCat: E39PBJj4vwYT9FDjB9THkpCRKd